# Serra del Castell (Granera)
La Serra del Castell és una formació muntanyosa del terme municipal de Granera, al Moianès.

La Serra del Castell, respecte del terme homònim

Està situada a la part central del terme, just al nord del Barri del Castell. En el seu extrem meridional hi ha el Castell de Granera i en el nord-oriental, el Serrat de les Forques i el Collet de Llebre.